# Rokometni Klub Krim
Rokometni Klub Krim (Handbalclub Krim) is een vrouwenhandbalvereniging uit de Sloveense hoofdstad Ljubljana. In het Sloveens wordt de afkorting RK Krim gebruikt. Sinds 2010 speelt de vereniging haar wedstrijden in de Arena Stožice, waar plaats is voor 12.480 toeschouwers.

## Geschiedenis
RK Krim is in 1984 opgericht en speelde in 1990 voor het eerst in de hoogste Sloveense liga, waar het prompt vijfde werd. In 1993 won de vereniging voor het eerst de Cup, in 1995 volgde het eerste kampioenschap en daarmee een kwalificatie voor de Champions League. Eenentwintig jaar lang bleef de club kampioen. Na het bereiken van de finale in 1999 kon RK Krim in 2001 voor de eerste keer in de Europese Koningsklasse winnen, wat het in 2003 nogmaals deed.

## Naam
De vereniging is genoemd naar de Krim, een 1107 meter hoge berg ten zuiden van Ljubljana.

### Seizoensnamen
In de loop der jaren heeft de club onder verschillende namen gespeeld.
2015/16 - RK Krim Mercator
2010/11 - RK Krim
2010/11 - RK Krim Mercator
2007/08 - RK Krim Mercator Ljubljana
2005/06 - Krim Ljubljana Slovenia
2005/06 - RK Krim Mercator Ljubljana
2004/05 - Krim Ljubljana
2003/04 - Krim Ljubljana Slovenia
2003/04 - Krim Ljubljana
2002/03 - Krim ETA N. Roberts Ljubljana
2002/03 - Krim Ljubljana
2001/02 - RK Krim Neutro Roberts
1999/00 - Krim Electa NR Ljubljana
1998/99 - Krim Electa Ljubljana
1998/99 - Krim Electa NR Ljubljana
1997/98 - Krim Electa Ljubljana 

## Resultaten
- Nationaal
  - Sloveens kampioen: 1995, 1996, 1997, 1998, 1999, 2000, 2001, 2002, 2003, 2004, 2005, 2006, 2007, 2008, 2009, 2010, 2011, 2012, 2013, 2014, 2015
  - Sloveens bekerwinnaar: 1993, 1994, 1995, 1996, 1997, 1999, 2000, 2001, 2002, 2003, 2004, 2005, 2006, 2007, 2008, 2009, 2010, 2011, 2012, 2013, 2014, 2015, 2016
- Internationaal
  - EHF Champions League: 2001, 2003
  - EHF Women's Champions Trophy: 2003, 2004